# (6151) Viget
(6151) Viget es un asteroide perteneciente al cinturón de asteroides, región del sistema solar que se encuentra entre las órbitas de Marte y Júpiter, descubierto el 19 de noviembre de 1987 por Edward Bowell desde la Estación Anderson Mesa (condado de Coconino, cerca de Flagstaff, Arizona, Estados Unidos).

## Designación y nombre
Designado provisionalmente como 1987 WF. Fue nombrado Viget en homenaje a la Universidad de Princeton con motivo de su 250 cumpleaños, el 22 de octubre de 1996. El nombre deriva del lema oficial de Princeton: "Dei Sub Numine Viget", o "Bajo el poder de Dios, ella florece". Princeton se involucró por primera vez con la astronomía cuando su sexto presidente, John Witherspoon, compró el Rittenhouse Orrery en 1771. Este planetario en miniatura fue uno de los mejores instrumentos científicos del siglo XVIII, y aún sobrevive en funcionamiento. Viget se une a (508) Princetonia y (534) Nassovia, ambos descubiertos por R. S. Dugan, como el tercer planeta menor llamado Princeton.

## Características orbitales
Viget está situado a una distancia media del Sol de 2,259 ua, pudiendo alejarse hasta 2,459 ua y acercarse hasta 2,059 ua. Su excentricidad es 0,088 y la inclinación orbital 7,242 grados. Emplea 1240,45 días en completar una órbita alrededor del Sol.

## Características físicas
La magnitud absoluta de Viget es 13,4. Tiene 5,27 km de diámetro y su albedo se estima en 0,304. 